# Bonfoh Abbass
El-Hadj Bonfoh Abbass (ur. 23 listopada 1948 w Kabou w prefekturze Bassar, zm. 30 czerwca 2021) – togijski polityk, tymczasowy prezydent od 25 lutego do 4 maja 2005.
Pełnił funkcję pierwszego wiceprzewodniczącego parlamentu, kiedy pod naciskiem międzynarodowym ustąpił prezydent Faure Gnassingbé (25 lutego 2005). Abbass, zwolennik prezydenta i jego zmarłego niespełna miesiąc wcześniej ojca Gnassingbé Eyadémy, został wybrany na przewodniczącego parlamentu i objął tymczasowo obowiązki prezydenta na okres do przeprowadzenia przedterminowych wyborów w kwietniu 2005. Kilka dni przed wyborami zdymisjonował ministra spraw wewnętrznych za poparcie opozycji żądającej odroczenia elekcji.
W przedterminowych wyborach 24 kwietnia 2005 zdecydowane zwycięstwo odniósł Faure Gnassingbé, którego opozycja oskarżyła o fałszerstwa wyborcze. Eyadema został zaprzysiężony 4 maja 2005.